# Bernard Lievegoed
Bernard Lievegoed, född 2 september 1905 i Medan på Sumatra, död 12 december 1992 i Zeist, var en antroposofiskt orienterad läkare, pedagog och managementkonsult i Nederländerna.

## Biografi
Bernard Lievegoed föddes i Indonesien (då Nederländska Ostindien). Efter skolgång på Java och i Holland började han studera medicin i Groningen 1924. Samma år lärde han känna den antroposofiska läkepedagogiken. Han avlade läkarexamen 1930 och grundade 1931 Het Zonnehuis (Solhuset), ett hem för psykiskt utvecklingsstörda barn, i en by nära Zeist. 1939 blev han medicine doktor på en avhandling om musikterapi. 1946 publicerade han den första i en rad böcker, Ontwikkelingsfasen van het kind (Barnets utvecklingsfaser) som översattes till åtta språk.
Efter andra världskriget var Lievegoed verksam som rådgivare vid utbildningen av ungdomar och arbetade även som managementkonsult åt näringslivet. 1954 grundade han NPI Institut för organisationsutveckling, som han sedan ledde i 17 år. 1955 blev han utnämnd till extraordinär professor i socialpedagogik vid nuvarande Erasmus universitet i Rotterdam, varefter han 1963 blev professor i socialekonomi vid Twente universitet. 
Mellan 1968 och 1973 var Bernard Lievegoed ordförande för en regeringskommission med uppdrag att reformera det holländska utbildningssystemet. Under denna tid utgav han verk om bland annat organisationsutveckling och läkepedagogik. 1973 blev han rektor vid Vrije Hogeschool (idag Bernard Lievegoed College) i Zeist, som han tidigare hade grundat.